# Socha Panny Marie Immaculaty (Dolní Moravice)
Socha Panny Marie Immaculaty se nachází na katastrálním území Dolní Moravice v okrese Bruntál v bývalém areálu papírny u silnice z Dolní Moravice do Malé Šťáhle. Barokní pískovcová socha je chráněná jako kulturní památka od roku 1958 a je zapsaná v Ústředním seznamu kulturních památek ČR.

## Popis
Barokní pískovcová socha na vysokém sloupu je datována rokem 1764. U sochy se nachází pamětní lípa velkolistá vyhlášená pamětním stromem v roce 1999.
Na stupňovité podestě je postaven stupňovitý hranol, který je zdoben rokajovou kartuší se stylizovaným mušlovým orámováním s nápisem:
ZV EHREN DES UNBEFLEGDEN EMPFENGNVS UNT 
MUTTER GOTTES MARIA IST DIESE STATUA AUF GEFERTIGT IVORDEN

Po stranách kartuše je vytesán datum 1764. Na čtvercovém plintu je umístěn sloup s korintskou hlavicí zdobenou květy a volutami. Na sloupu na zeměkouli obtočenou hadem stojí v kontrapostu postava Panny Marie Immaculaty. Je oděná v tradičním šatu, záhyby drapérie jsou ostře řezané a na okrajích roucha jsou kaskádovitě skládané. Mírně prohnutá postava má sepjaté ruce na prsou a mírně zakloněnou hlavu zdobenou věncem hvězd.